# Sère-Lanso
Sère-Lanso település Franciaországban, Hautes-Pyrénées megyében. Lakosainak száma 41 fő (2022. január 1.). Sère-Lanso Les Angles, Arrodets-ez-Angles, Artigues, Cheust és Juncalas községekkel határos.

## Népesség
A település népessége az elmúlt években az alábbi módon változott:
| Lakosok száma | 51   | 51   | 54   | 52   | 51   | 50   | 50   | 46   | 41   |
|               | 2013 | 2015 | 2016 | 2017 | 2018 | 2019 | 2020 | 2021 | 2022 |